# NKVD
NKVD (russo: НКВД, Народный комиссариат внутренних дел, translit. Narodniy Komissariat Vnutrennikh Diel; em português: Comissariado do Povo de Assuntos Internos, foi o Ministério do Interior da União Soviética.
Criado em 1934, o NKVD  incorporou o GPU ou OGPU (Obiedinionnoye Gosudarstvennoye Politicheskoye Upravlenie, "Diretório Político Unificado do Estado"), transformado em GUGB (ГУГБ, Главное управление государственной безопасности, translit. Glavnoe upravlenie gosudarstvennoy bezopasnosti; em português: Administração Central da Segurança do Estado) e foi substituído pelo Ministerstvo vnoutrennikh diel (MVD), o Ministério do Interior. 
Além de funções  policiais e de segurança tradicionalmente atribuídas ao Ministério do Interior, como o controle de tráfego, corpo de bombeiros e a guarda das fronteiras, cabia ao NKVD  controlar a economia e o serviço secreto, prestando contas ao Conselho de Comissários do Povo (órgão principal do governo soviético) e ao Comitê Central do Partido Comunista de Toda a União (bolchevique).
No âmbito do NKVD estabeleceu-se o Gulag (ГУЛАГ, Главное управление лагерей, translit. Glavnoie upravlenie lagerei; Português: "Administração Central dos Campos"), órgão responsável pelo sistema de campos penais de trabalho.
Em 1946, todos os comissariados do povo passaram a se chamar "ministérios". O NKVD tornou-se o Ministério do Interior (MVD), enquanto o Comissariado do povo para a segurança do Estado (NKGB) transformou-se  no Ministério da Segurança do Estado (MGB). Em 1953, após a prisão de Lavrenty Beria, o MGB fundiu-se com o MVD. Em 1954, os serviços de polícia e de segurança do Estado novamente se separaram. O Ministério do Interior da URSS (MVD) ficou com as funções de ordem e segurança interna (polícia e sistema penitenciário), enquanto a recém criada Comissão para a Segurança do Estado KGB, assumiu as funções de segurança do Estado, a saber: polícia política, inteligência, contrainteligência, proteção pessoal de autoridades e comunicações confidenciais.

## Atividades do NKVD
Entre as funções do NKVD, por meio de sua divisão chamada GUGB, estava proteger a segurança do Estado soviético. Esta função foi realizada com sucesso através da intensa repressão política na URSS.
As atividades de repressão e as execuções do NKVD tiveram como alvo desde os inimigos do Estado soviético até os prisioneiros do sistema Gulag, atingindo centenas de milhares de pessoas. Formalmente, essas pessoas eram, na sua maioria, condenadas por cortes marciais especiais - as troikas. O uso "de meios físicos da persuasão" (tortura) foi aprovado por um decreto especial do estado, o que resultaria em  numerosos abusos, relatados pelas vítimas e pelos próprios membros do NKVD. Existem evidências documentadas de que o NKVD cometeu execuções extrajudiciais em massa. Em 17 de novembro de 1938 tais troikas foram proibidas por decisão conjunta do Conselho de Comissários do Povo e do Comitê Central do Partido Comunista de Toda a União (bolchevique).
O  NKVD também executava operações em massa, que tinham como alvo grupos religiosos ou grupos étnicos inteiros - os judeus, a Igreja Ortodoxa Russa, os ortodoxos gregos, católicos latinos e demais cristãos perseguidos na URSS, muçulmanos  e outros grupos religiosos. O braço antirreligioso do governo soviético  era dirigido por Yevgeny Tuchkov do OGPU.

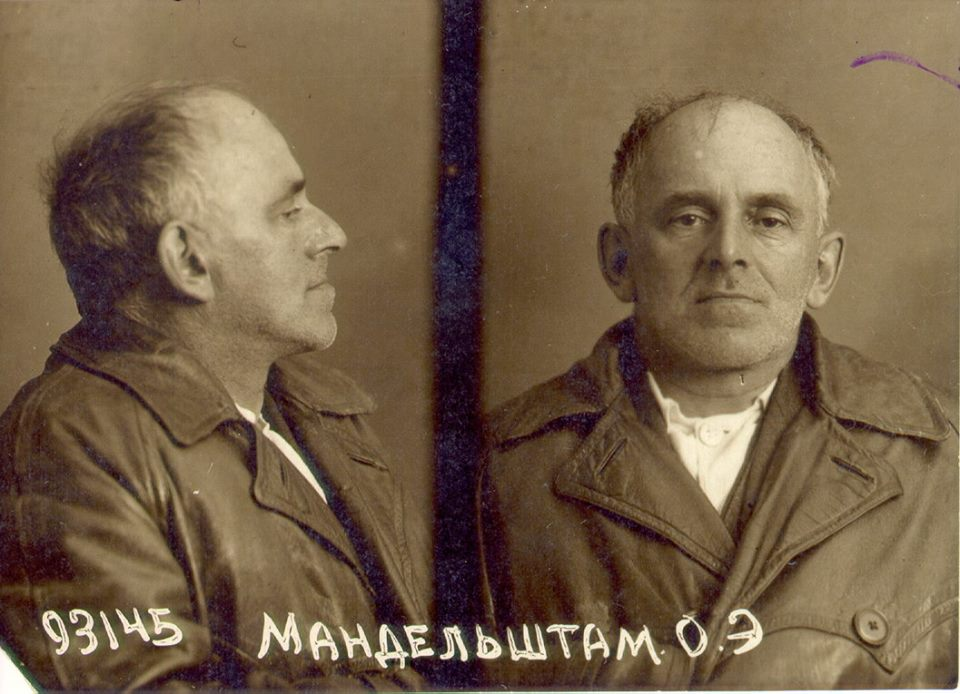
Fotografia de Osip Mandelstam, como prisioneiro da NKVD

Devido aos abusos na repressão, em 4 de fevereiro de 1940 Nikolai Yezhov (chefe do NKVD de 1936 a 1938 durante o Grande Expurgo) e seus assessores mais próximos foram executados.
Durante a Guerra Civil Espanhola, os agentes da NKVD, atuando conjuntamente com o Partido Comunista da Espanha, exerceram  substancial controle  sobre o governo republicano, usando a ajuda militar soviética para aumentar sua influência. O NKVD estabeleceu numerosas prisões secretas em torno de Madrid, as quais foram usadas para deter, torturar, e matar centenas dos inimigos do NKVD. No início o alvo eram os nacionalistas e católicos espanhóis. Mas, em junho de 1937, Andrés Nin, importante figura trotskista, principal dirigente do Partido Operário de Unificação Marxista foi torturado e morto em uma prisão da NKVD.
Também houve cooperação entre elementos do NKVD e da Gestapo. Em março de 1940, eles se encontraram por uma semana em Zakopane, para coordenar a pacificação da Polônia. O NKVD entregou centenas de comunistas alemães e austríacos à Gestapo, entre outros estrangeiros indesejáveis.
Durante a Segunda Guerra Mundial, as unidades de NKVD foram usadas para a segurança de fronteiras.  No território liberado, o NKVD e o NKGB  realizaram apreensões, deportações, e execuções em massa. Os alvos incluíram colaboradores da Alemanha e membros da resistência não-comunistas. Existem evidências também de que o NKVD executou milhares de prisioneiros de guerra poloneses em 1941.
O GUGB e a Divisão Estrangeira (Inostranny Otdel) organizaram o assassinato de cidadãos nacionais e estrangeiros considerados inimigos da URSS. Entre as vítimas mais conhecidas estão:
- Leon Trotsky, um inimigo político da ordem soviética e seu mais duro crítico internacional;
- Boris Savinkov, revolucionário russo e terrorista;
- Yevhen Konovalets, líder político e proeminente militar ucraniano;
- Guy Leland, poeta subterrâneo (samizdat) anti-soviete francês.

A NKVD elaborou planos ousados como a ação para assassinar Adolf Hitler, caso ele e outras autoridades nazistas comparecessem a Moscou, se esta fosse tomada e, o resgate de Ramón Mercader, preso no México pelo assassinato de Trotsky. Mas, tais planos, que contariam com a participação da espiã Anna Filonenko, não foram executados.
A partir de 1956, sob o governo do novo líder soviético Nikita Khrushchev, milhares de vítimas da NKVD "foram reabilitados legalmente", isto é, foram absolvidas e tiveram seus direitos restaurados.

### Atividades de inteligência
- Estabelecimento de uma ampla rede de espionagem através do Comintern;
- Recrutamento de importantes funcionários do governo britânico como agentes, nos anos 1940, e penetração dos serviços  de inteligência (MI6) e contra-informação (MI5);
- Obtenção de informações detalhadas sobre projetos de armas nucleares dos Estados Unidos e da Grã-Bretanha;
- Desarticulação de vários complôs para assassinar Stalin.

### O NKVD e a economia soviética
O sistema extensivo de exploração  do trabalho no Gulag deu uma contribuição notável à economia soviética e ao desenvolvimento de áreas remotas do país. A colonização da Sibéria, do norte e do extremo leste estava entre os objetivos estabelecidos nas primeiras leis a respeito dos campos de trabalho soviéticos. A mineração, a construção de rodovias, ferrovias, canais, barragens, fábricas, etc., dentre outras formas de exploração dos trabalhadores, eram parte do planeamento econômico soviético, e a NKVD teve suas próprias plantas de produção. 
Muitos cientistas e coordenadores presos por crimes políticos foram colocados em prisões especiais, muito mais confortáveis do que o Gulag, conhecidos como sharashkas. Esses prisioneiros continuaram seu trabalho nestas prisões. Mais tarde, quando liberados, alguns deles transformaram-se em líderes na área de ciência e tecnologia, destacando-se Sergey Koroliov, que concebeu o programa soviético do foguetes e planejou a primeira missão humana, no voo espacial de 1961, e Andrei Tupolev, projetista de aviões. Outros, como o geneticista Nikolai Vavilov, foram vítimas da repressão à pesquisa científica em certas áreas. Vavilov, reconhecido internacionalmente por seus estudos sobre plantas agrícolas, morreu de fome na prisão em 1943.
Após a Segunda Guerra Mundial, o então MVD (fora do Gulag) coordenou o trabalho do armamento nuclear soviético, sob o comando do general Pavel Sudoplatov. Os cientistas não eram prisioneiros, mas o projeto foi supervisionado pelo MVD, em razão da sua grande importância e pela exigência da segurança e do sigilo absolutos. Também, o projeto usou a informação obtida pelo MVD dos Estados Unidos.